# Дикалівка
Дикалівка (біл. Дзікалаўка) — село в Терюській сільраді Гомельського району Гомельської області Білорусі.

## Географія

### Розташування
За 6 км від зупинного пункту Дикалівка (на лінії Гомель — Чернігів), 34 км на південь від Гомеля.

## Гідрографія
На річці Немильня (притока річки Сож).

## Транспортна мережа
До села веде дорога в поганому стані, село взагалі незаасфальтоване. Планування — криволінійна вулиця, орієнтована із південного сходу на північний захід, до південної частини приєднується коротка вулиця. Забудова двостороння, дерев’яна, садибного типу.

## Історія
За письмовими джерелами відома із XVIII століття як село поруч із копальнею, де добувалося залізо для місцевих потреб. У той час вона називалася Дзікаловською Руднею. Після 1-го поділу Речі Посполитої (1772 рік) у складі Російської імперії. У 1773 році в Гомельській волості Рогачовської провінції. У 1788 році істотно розширила свою діяльність копальня, володіння фельдмаршала, графа П. О. Рум'янцева-Задунайського. У 1816 році в складі Климовської економії Гомельського маєтку. У 1834 році володіння фельдмаршала князя І. Ф. Паскевича. З 1880 року діяв хлібозапасний магазин. Згідно з переписом 1897 року розташовувалась у Марковицькій волості. У 1909 році 666 десятин землі.
У 1926 році відділення зв’язку, у Портновській сільраді Носовицького району Гомельського округа. У 1930 році організовано колгосп. Під час Німецько-радянської війни 28 вересня 1943 року звільнена від німецької окупації. 27 жителів загинули на фронті. У 1959 році у складі радгоспу «Соціалізм» (центр — село Терюха).

## Населення

### Чисельність
- 2004 рік — 44 господарства, 64 жителі.

### Динаміка
- 1773 рік — 14 дворів.
- 1788 рік — 89 жителів.
- 1816 рік — 24 двори.
- 1834 рік — 33 двори, 203 жителі.
- 1897 рік — 63 двори, 424 жителі (згідно з переписом).
- 1909 рік — 69 дворів, 466 жителів.
- 1926 рік — 76 дворів.
- 1959 рік — 342 жителі (згідно з переписом).
- 2004 рік — 44 господарства, 64 жителі.

## Галерея

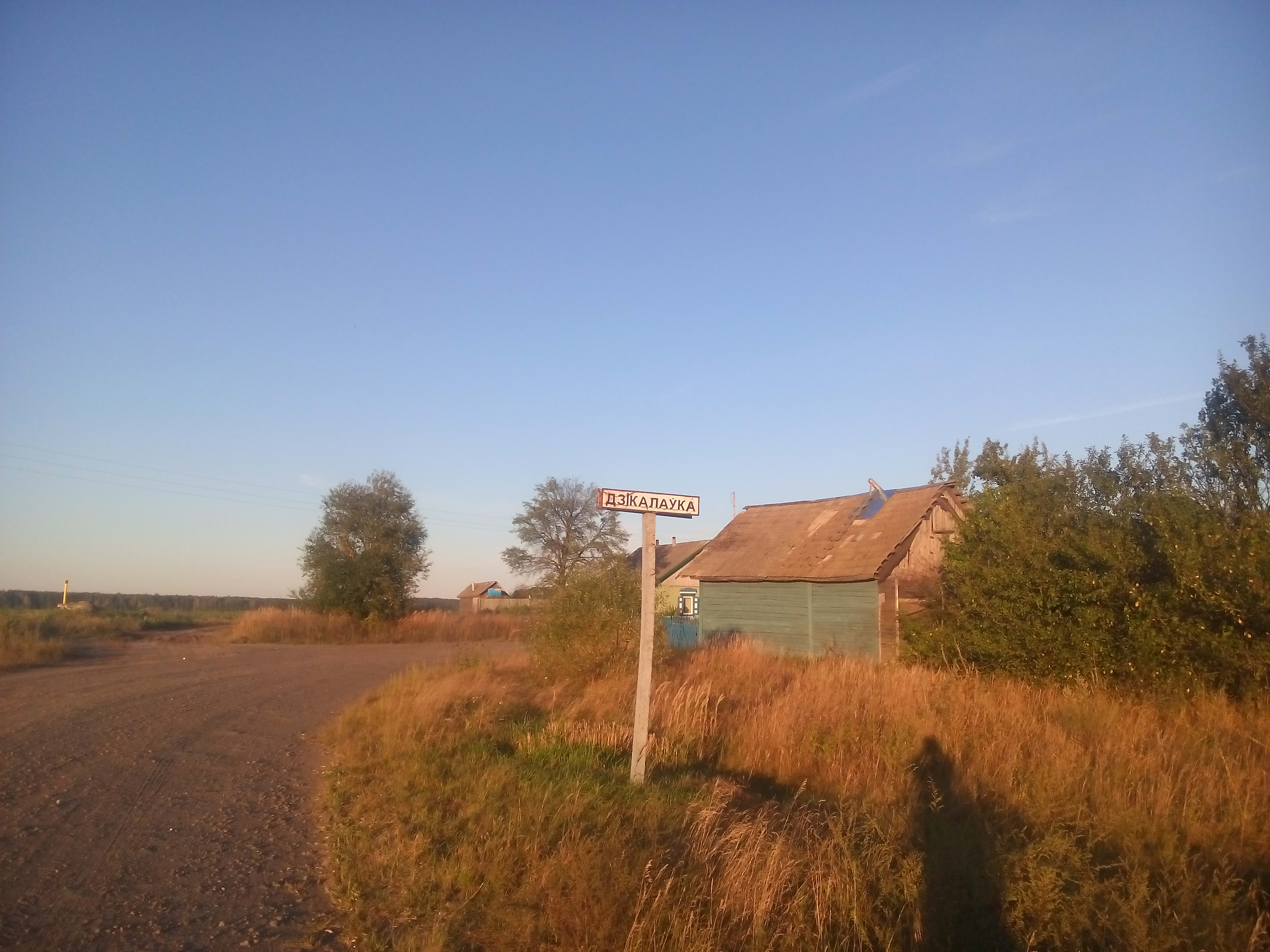
Табличка з назвою села при в’їзді до села зі сторони Кравцовки
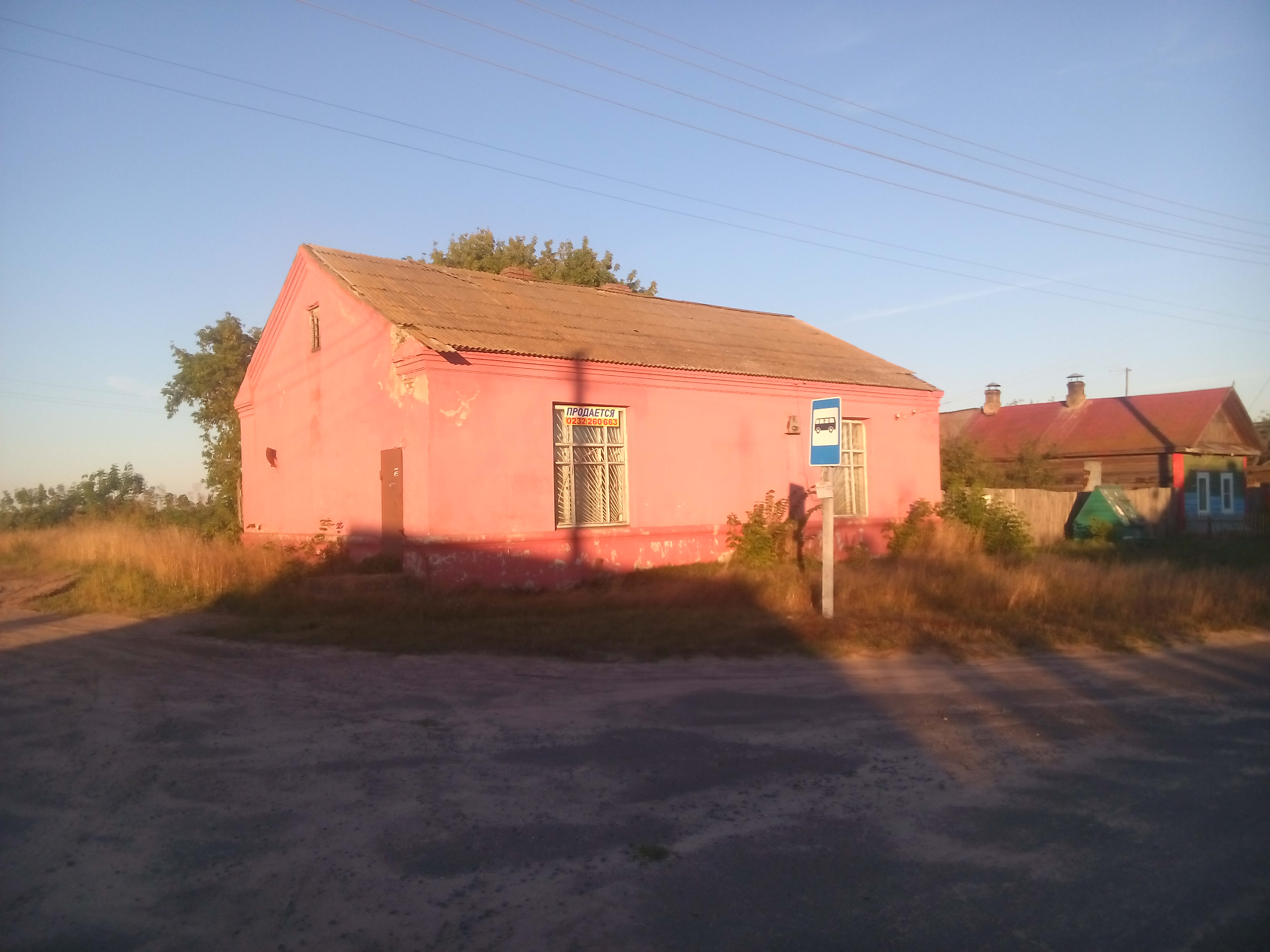
Магазин
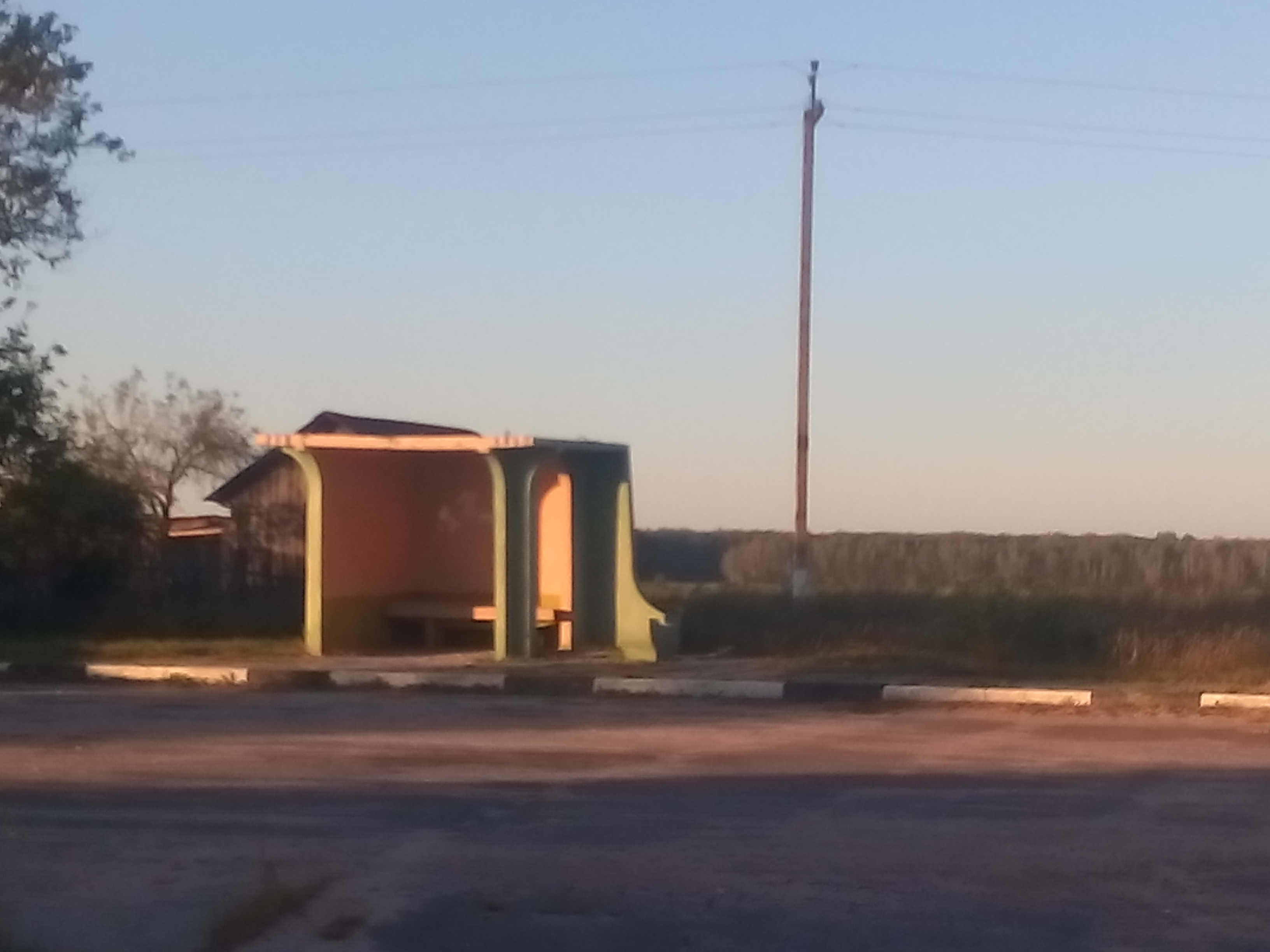
Автобусна зупинка
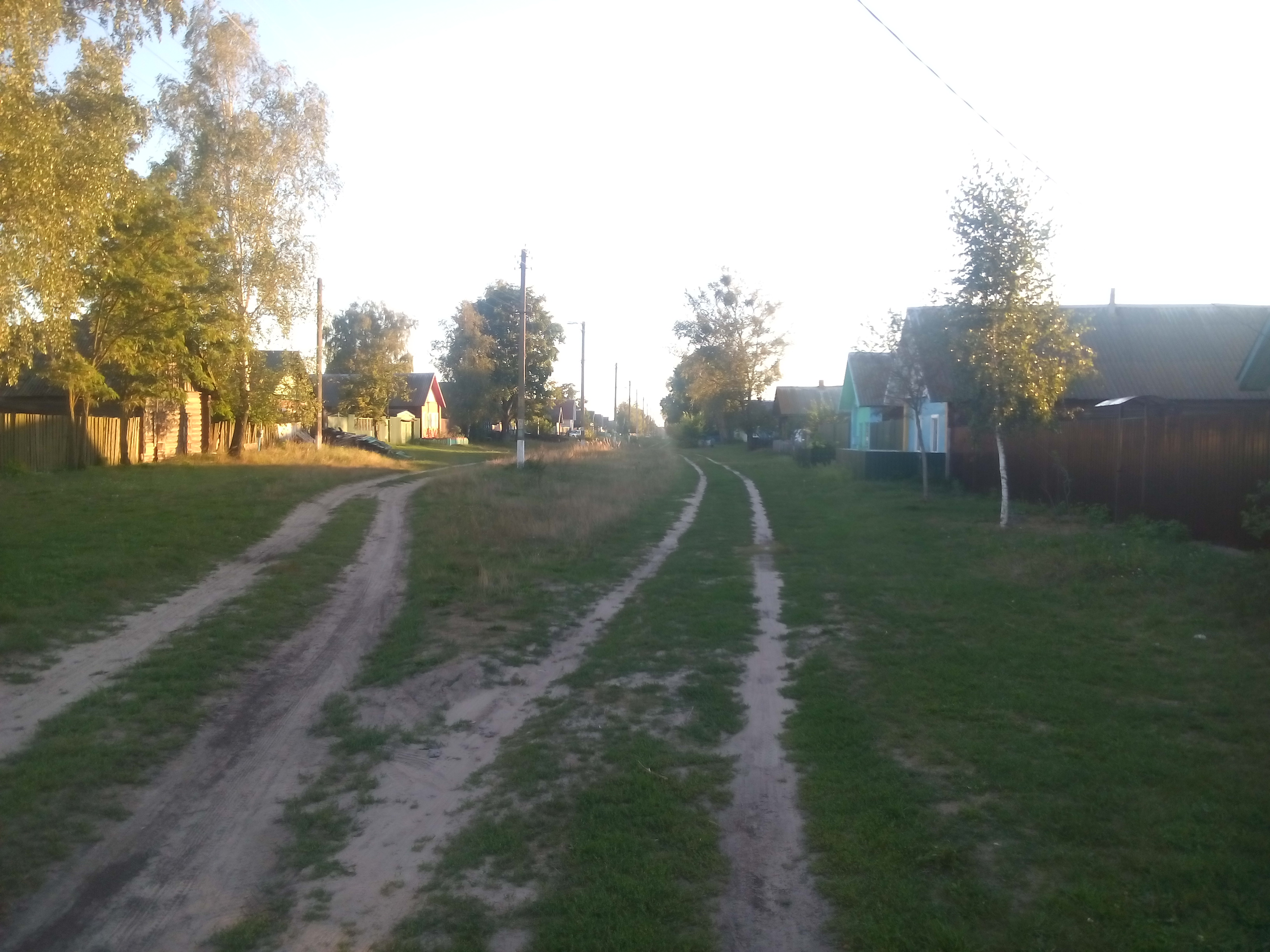
Типова вулиця
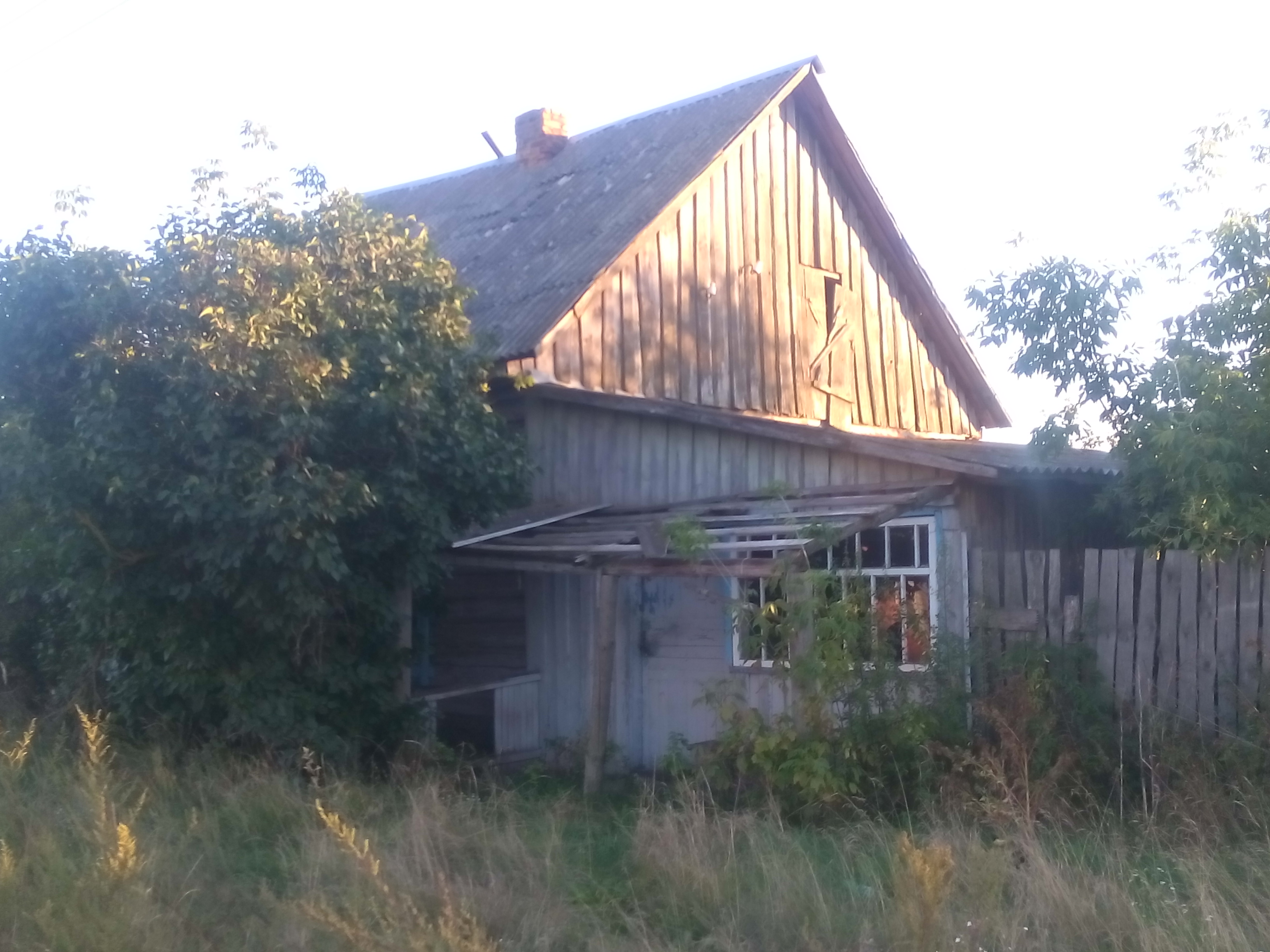
Покинута хата
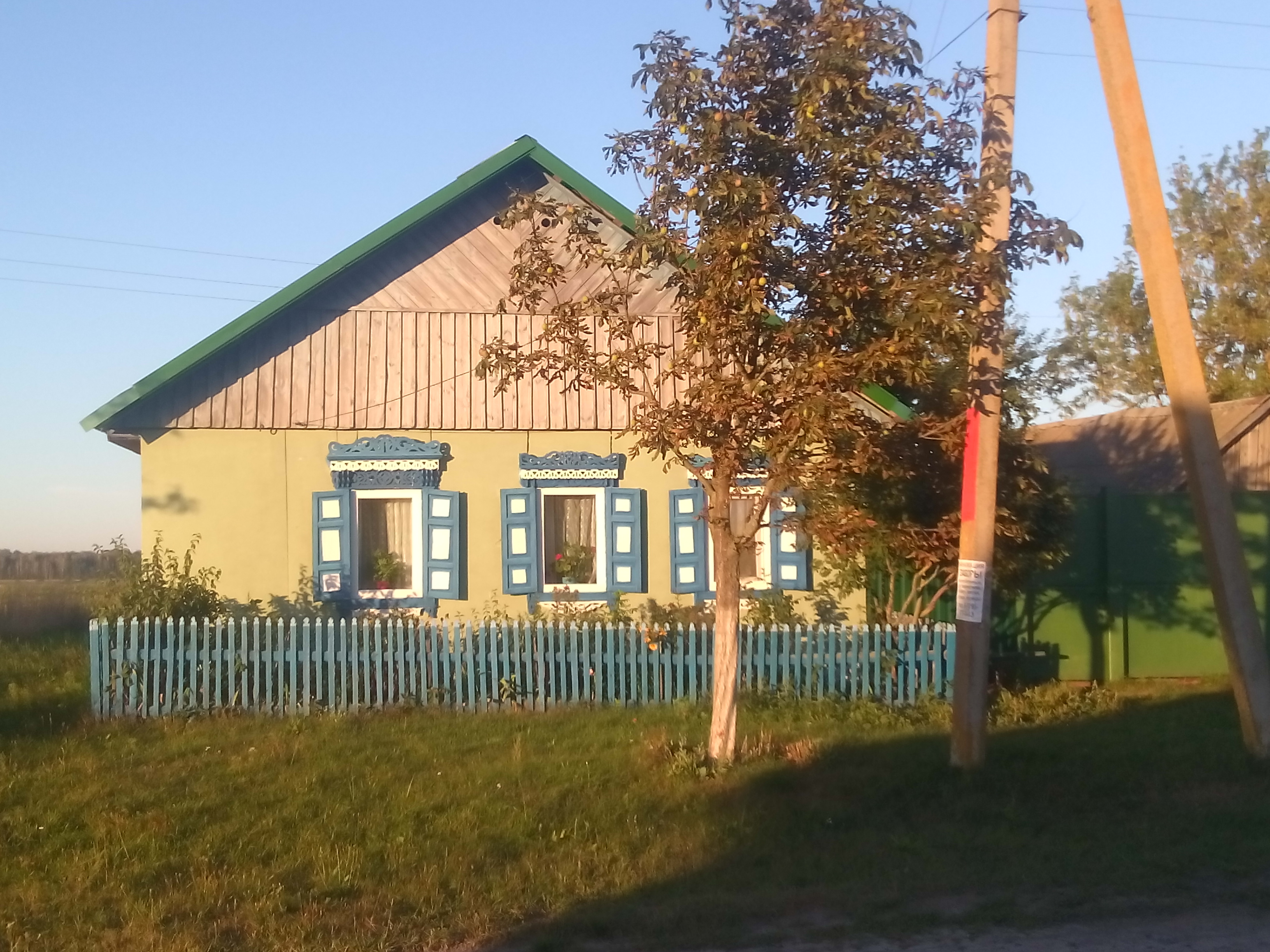
Одна з хат
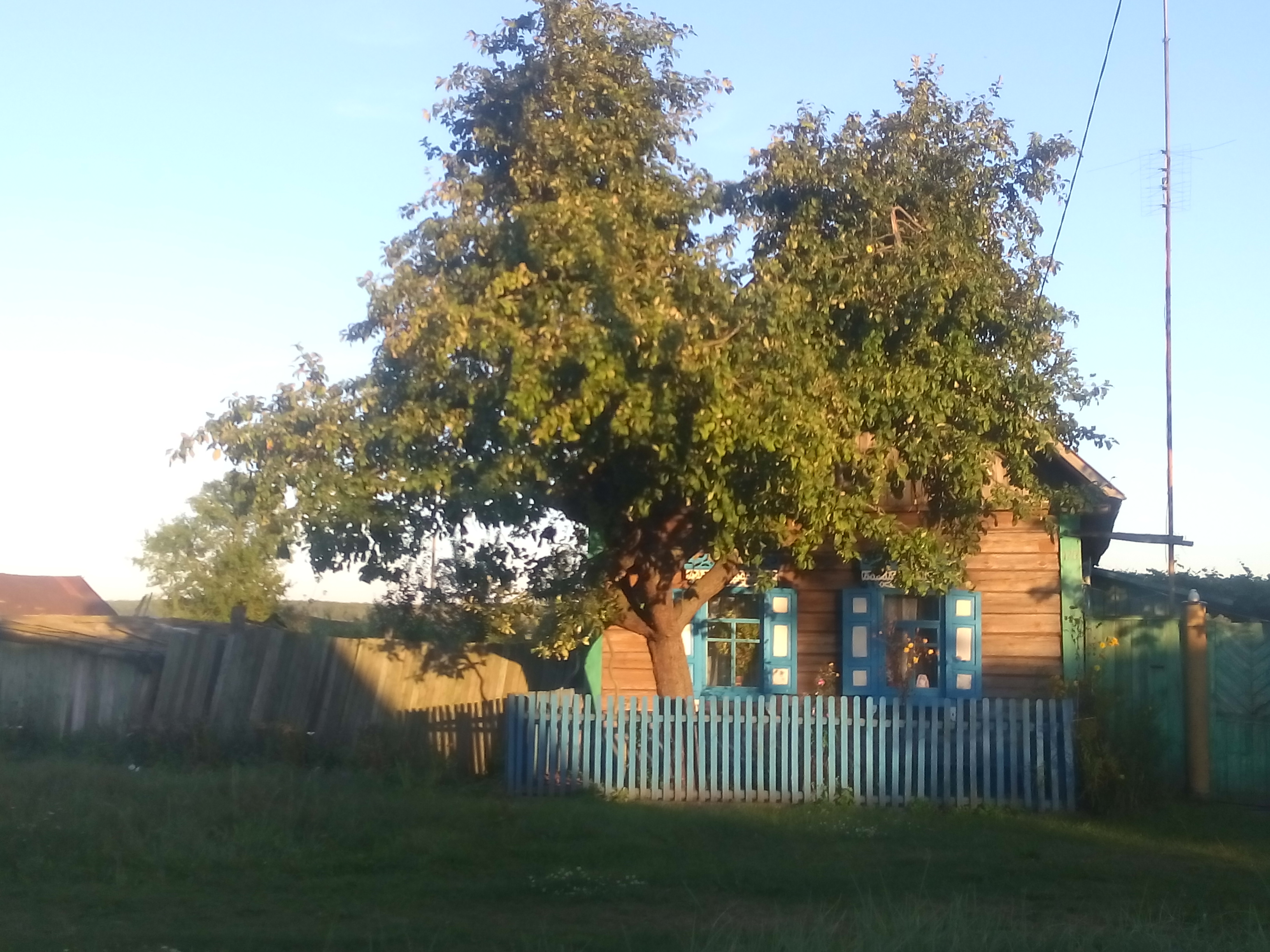
Одна з хат